# Phyllanthera
Phyllanthera es un género perteneciente a la familia de las apocináceas con ocho especies de plantas fanerógamas . Es originario de Asia y Oceanía.
Forster (1990) incluye Phyllanthera en Cryptolepis R.Br., mientras que Venter y Verhoeven (2001) la mantiene separada.

## Descripción
Son lianas de varios metros de largo; con brotes glabros. Las hojas son elípticas a oblongas o elípticas a ovadas, basalmente cuneadas, el ápice acuminado.
Las inflorescencias son axilares, ocasionalmente dos por nodo, más cortas que las hojas adyacentes, con 1-10 flores, laxas, con pedúnculos más cortos que los pedicelos, glabros; con brácteas florales lanceoladas.

## Distribución y hábitat
Se encuentra en los bosques y cerca los ríos en Malasia, Java, Sumatra, Australia y Nueva Guinea.

## Especies
- Phyllanthera bifida
- Phyllanthera grayi
- Phyllanthera lancifolia
- Phyllanthera multinervosa
- Phyllanthera nymanii
- Phyllanthera papillata
- Phyllanthera perakensis
- Phyllanthera sumatrana